# Now I’m Here
Now I’m Here – singel brytyjskiego zespołu rockowego Queen. Jest to szósty utwór z albumu Sheer Heart Attack, napisał go gitarzysta Brian May podczas pobytu w szpitalu. Utwór cechuje się ostrym gitarowym riffem i charakterystycznymi dla grupy harmoniami wokalnymi. Był często wykonywany na koncertach.
Słowa Down in the city just Hoople and me odwołują się do grupy Mott The Hoople, z którą zespół Queen wcześniej wspólnie koncertował. Wers Go, go, go, little queenie nawiązuje do piosenki Chucka Berry’ego Little Queenie.
W marcu 2005 magazyn „Q” umieścił „Now I’m Here” na 29. miejscu wśród 100 najlepszych utworów gitarowych.

## Listy przebojów
| Kraj            | Lista (1974/1975)    | Pozycja |
| --------------- | -------------------- | ------- |
| Niemcy          | Media Control Charts | 25      |
| Holandia        | Single Top 100       | 29      |
| Wielka Brytania | UK Singles Chart     | 11      |

## Na żywo
- Live Killers (1979)
- Concerts for the People of Kampuchea (1979)
- We Will Rock You (wideo) (1981)
- Queen on Fire – Live at the Bowl (1982)
- Live at Wembley ’86 / Live at Wembley Stadium (1986)
- The Freddie Mercury Tribute Concert (1992)
- Live at the Brixton Academy (1993)